# Engelbert-von-Berg-Gymnasium Wipperfürth

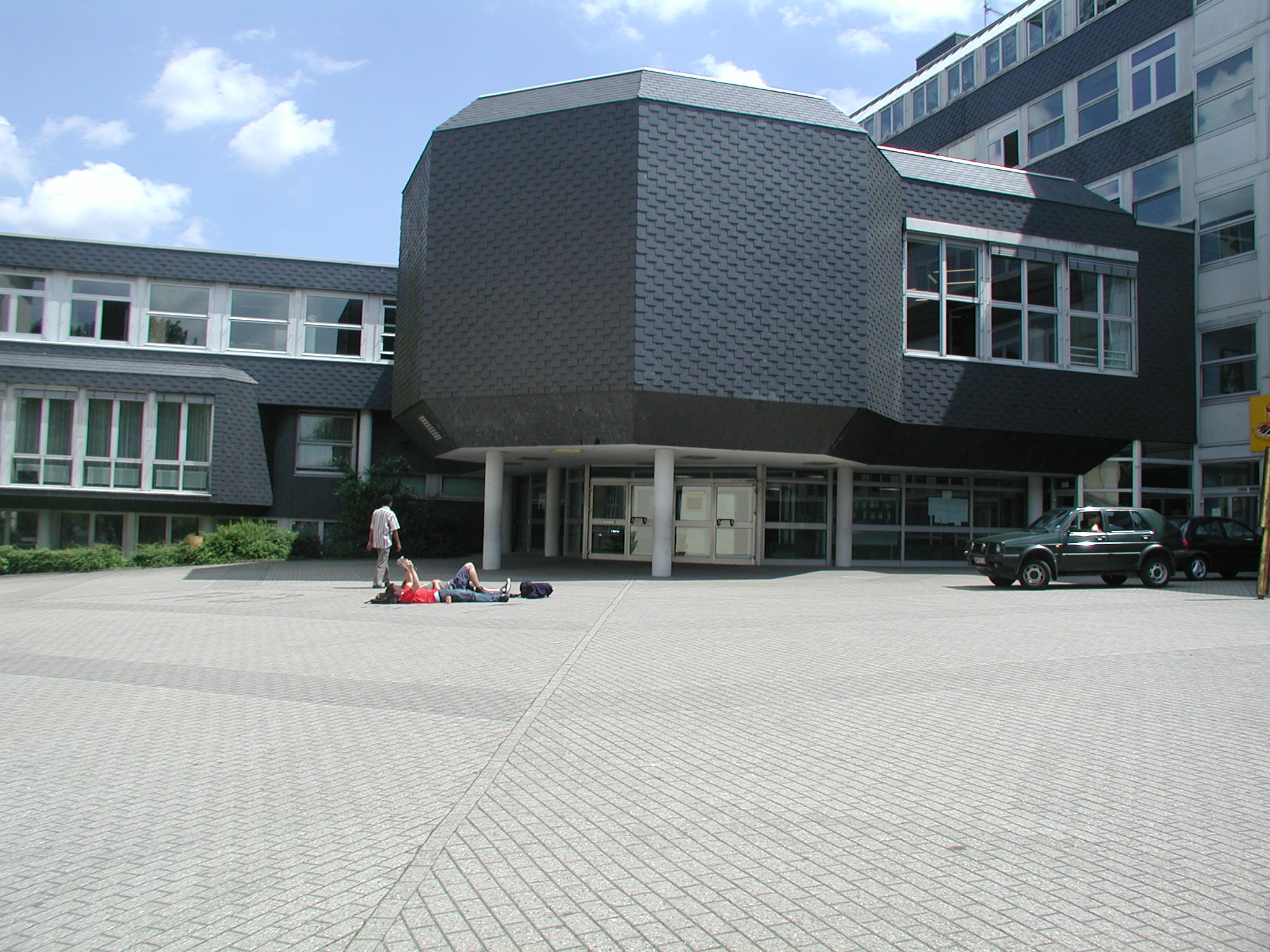
Haupteingang

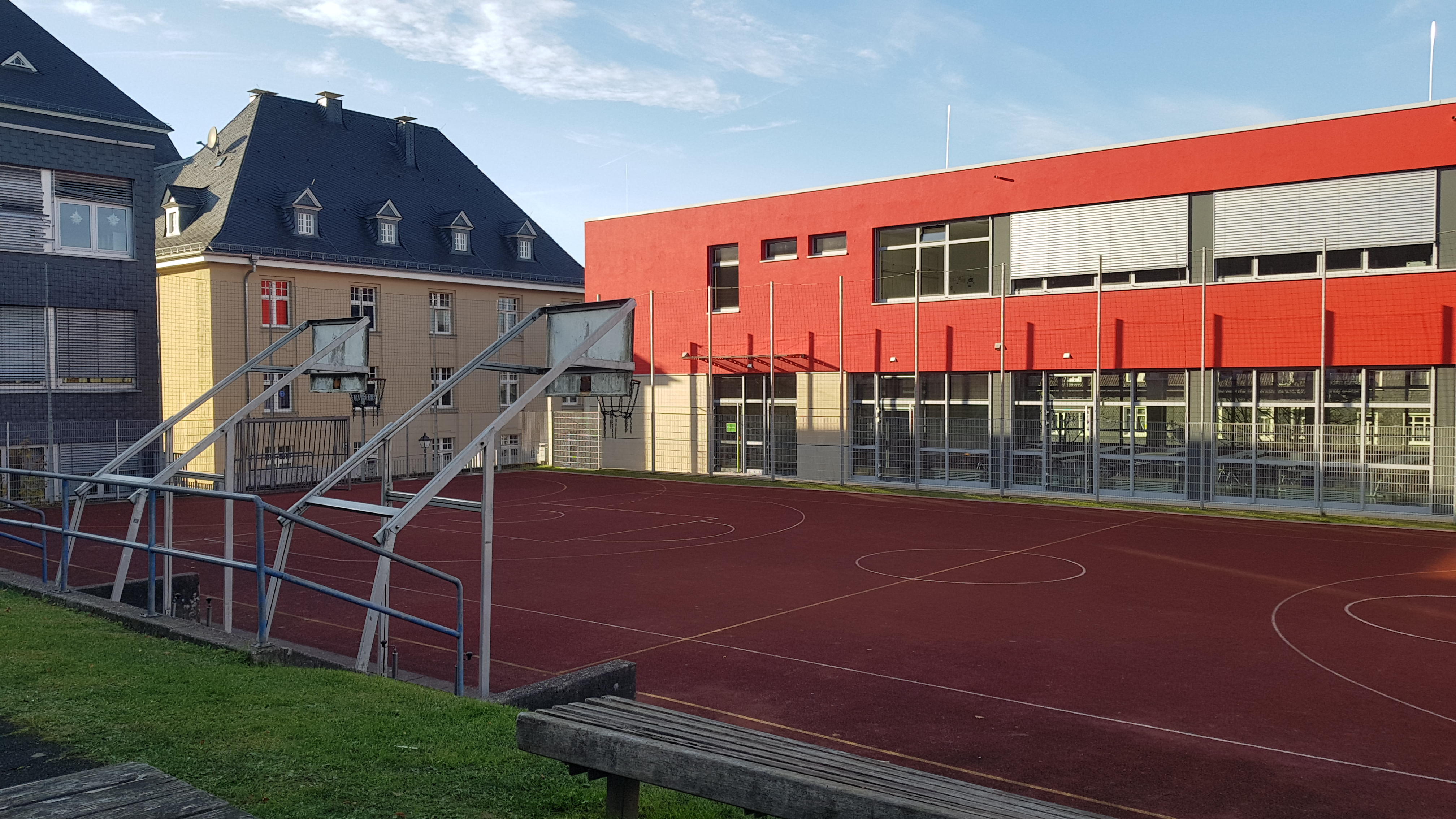
Kleinspielfeld und der Neubau im Jahr 2021

Das Engelbert-von-Berg-Gymnasium Wipperfürth, kurz EvB oder E.v.B., ist ein nach Engelbert I. von Köln benanntes Gymnasium in Wipperfürth. Es befindet sich seit seiner Gründung im Jahre 1830 in städtischer Trägerschaft.

## Schulleiter
Marga Radermacher löste im Jahre 1999 Willibald Voigt ab, der die Schule seit 1979 geleitet hatte. Radermacher verließ die Schule 2009, die Nachfolge als Schulleiter übernahm im Juni 2010 Werner Kronenberg, der im Juli 2018 in den Ruhestand ging. Die Schulleitung übernahm ab dem 1. August 2018 Erhard Seifert, der zuvor die Deutsche Schule in Sydney geleitet hatte. Nachdem Seifert zu Beginn des Jahres 2024 sein Amt beendet hatte, übernahm Peter Oberberg, der zuvor als Stellvertreter eingesetzt wurde, vorübergehend das Amt des Kommissarischen Schulleiters, bevor er am 22. April 2024 von Melanie Burger abgelöst wurde.

## Zweisprachiger Zweig
Mit Beginn des Schuljahres 1997/98 wurde ein bilingualer Unterrichtszweig Englisch eingeführt.
In den folgenden Jahren werden nacheinander die Fächer Erdkunde (ab Klasse 7), Politik (ab Klasse 8) und Geschichte (ab Klasse 9) auf Englisch unterrichtet.
Weitere Fremdsprachen, die unterrichtet werden, sind Spanisch, Französisch, Lateinisch und seit 2005 als zweijährige Arbeitsgemeinschaft Chinesisch.

## Schüleraustausch
Das EvB betreibt seit 1982 einen Schüleraustausch mit dem Collège Hélène de Fonsèque in der Wipperfürther Partnerstadt Surgères in Frankreich. Die Schüler reisten ursprünglich für zwei Wochen nach Frankreich und direkt danach besuchten französische Schüler Wipperfürth. Nachdem der Austausch nach 15 Jahren fast zum Erliegen gekommen war, wurde er Ende der 90er Jahre zusammen mit der Hermann-Voss-Realschule in Wipperfürth neu gestaltet. Der Schüleraustausch findet jetzt alle zwei Jahre für eine Woche statt.
Ein weiterer Schüleraustausch besteht seit 1992 zwischen dem EvB und der Simelionis-Schule in Lentvaris, Litauen. Die Schule ist am 7. Oktober 1993 offiziell Partnerschule des EvB geworden.
Seit 2007 bestehen über die Arbeit in der Chinesisch-AG Kontakte und Partnerschaften zu Schulen in Shanghai und in Nanjing.

## Geschichte

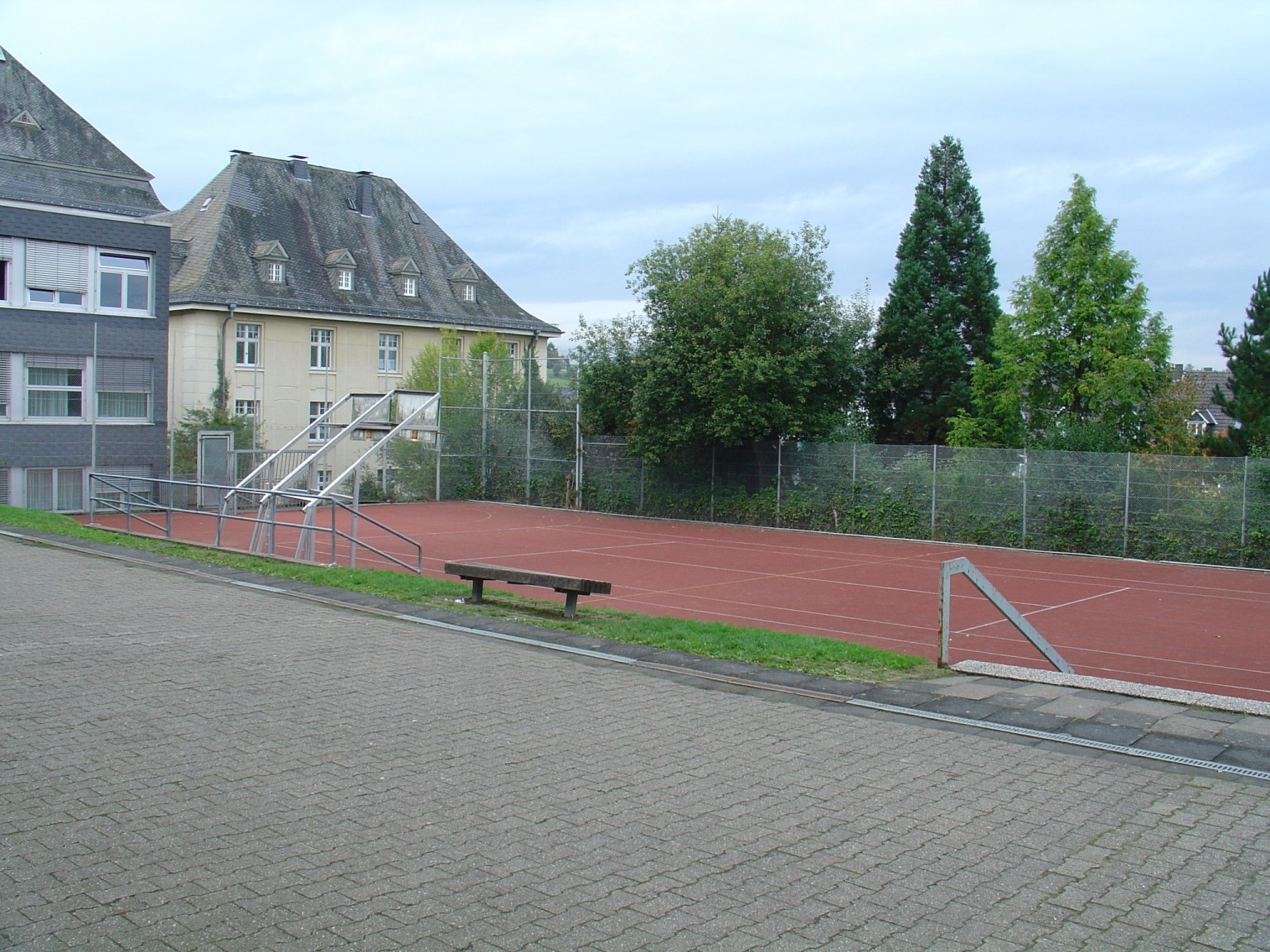
Kleinspielfeld und altes Schulgebäude

Ein so genanntes Progymnasium wurde 1830 auf dem Klosterberg in Wipperfürth im ehemaligen Franziskanerkloster eröffnet (siehe auch St. Antonius (Wipperfürth)). Aber 1833 bis 1836 fand wahrscheinlich kein Unterricht statt. Am 18. April 1836 wurde der Unterricht mit 18 Schülern wieder aufgenommen. 1839 waren es dann 57 Schüler.
Die Stadt Wipperfürth verpflichtete sich am 18. Dezember 1871, die Schule dauerhaft zu unterhalten und garantierte ihr jährlich 4800 Taler. Außerdem übernahm sie die bauliche Unterhaltung des Schulgebäudes sowie der Wohnung des Rektors.
Das Vollberechtigte Progymnasium begann 1902 mit dem Ausbau zum Vollgymnasium. Es erhielt eine Obersekunda mit 14 Schülern. Im Herbst 1902 wurde mit dem Umbau des Klostergebäudes begonnen, um Raum für die neuen Klassen und für eine Aula zu gewinnen. Als Ersatz für die alten Öfen wurde die Schule mit einer Zentralheizung versehen.
Am 11. März 1905 wurde das bisherige Progymnasium vom Provinzial-Schulkollegium in Koblenz als Gymnasium anerkannt. Die Schule nannte sich fortan „Gymnasium zu Wipperfürth“.
Ab 1923 durften auch Mädchen das Gymnasium besuchen.

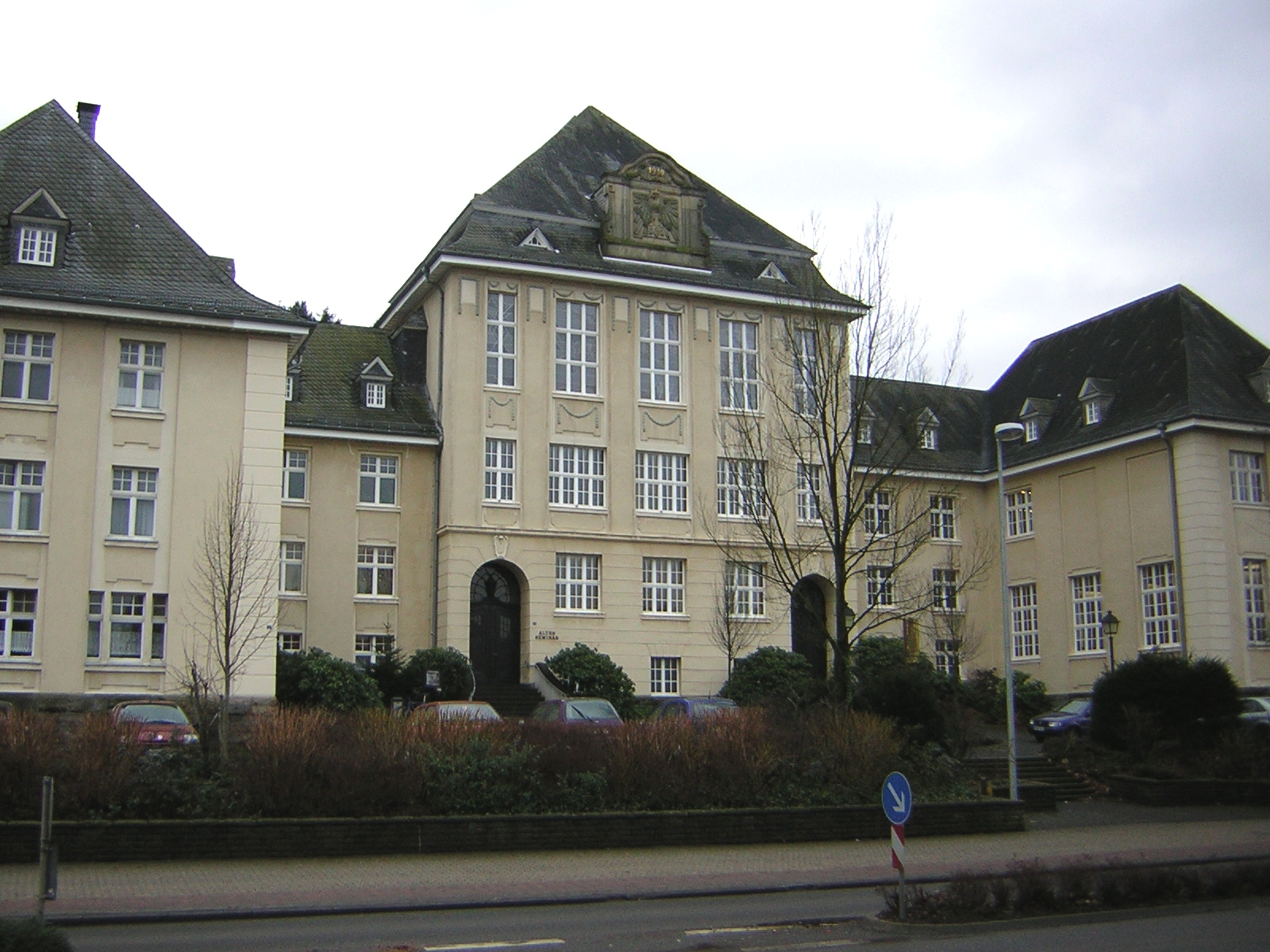
„Altes Seminar“ war früher Schulgebäude

Im April 1931 zog das Gymnasium in das ehemalige Seminargebäude in der Lüdenscheider Straße um. Dieses wurde zuvor durch einen Gebäudeflügel erweitert. Mädchen durften seit 1937 diese Schule vorerst nicht mehr besuchen.
Während des Zweiten Weltkrieges fand kein regelmäßiger Unterricht mehr statt, da die Räume zunächst als Unterbringung von Soldaten, ab Juni 1943 als Lager für Flieger- bzw. Bombengeschädigte verwendet wurden. Die Kellerräume wurden zum Luftschutzkeller ausgebaut.
Ab 1946 erhielten alle Klassen wieder Unterricht, die meisten waren in Noträumen der alten Klosterschule untergebracht. Im Schulgebäude selbst wurden größtenteils Flüchtlingsfamilien untergebracht.
1955 erhielt die Schule auf Antrag des Lehrerkollegiums den Namen „Engelbert-von-Berg-Gymnasium Staatliches neusprachliches Gymnasium“. 1964 besuchten 502 Schüler das Gymnasium, davon waren 45 weiblich.
1973 wurde dann mit dem Bau der Doppelturnhalle begonnen, die im Sommer 1975 fertiggestellt wurde. Am 6. Dezember 1978 wurde symbolisch der erste Spatenstich für das heutige Gebäude (damals noch ohne Anbau) getan.
Im Jahre 2005 wurde das EvB 175 Jahre alt.
Mit der Umstellung auf ein Ganztagsschulkonzept im Jahre 2016/17 begannen weitere Bauarbeiten. Hinter diesen verbirgt sich ein neues Gebäude, welches hauptsächlich eine Mensa sowie einige verschieden nutzbare Räumlichkeiten enthält. Auch ein neues Selbstlernzentrum für die Oberstufe hat in diesem Gebäude seinen Platz gefunden. Die offizielle Eröffnung fand am 6. September 2019 statt.

## Schülerzeitung
Frontal ist die Schülerzeitung des Engelbert-von-Berg-Gymnasiums. Sie existiert seit 1992 und ist die Nachfolgezeitschrift von Querschnitt. Die Redaktion von Frontal wurde als erste überhaupt zum Handelsblatt in Düsseldorf eingeladen und nahm dort an einer Redaktionssitzung teil. Der Ressortleiter stellte fest, dass Frontal schon mehr Magazin als Zeitung sei, weil sie oft knapp 80 Seiten hat. Inzwischen erscheint die Zeitung allerdings nicht mehr regelmäßig. Seit dem Schuljahr 2012/13 gab es am E.v.B allerdings wieder eine Gruppe von Schülern verschiedener Altersklassen, die unter der Leitung zweier Lehrer an der „Wiederbelebung“ der Frontal arbeiteten, dies hielt nur kurz an, worauf nach dem Ausfall der betreuenden Lehrer die Schülerzeitung bis auf weiteres eingestellt wurde.

## Persönlichkeiten
Folgende später bekannte Persönlichkeiten haben das Engelbert-von-Berg-Gymnasium besucht:
- Joseph Mausbach (1861–1931), Moraltheologe (Univ.-Professor), Schüler von 1873 bis 1878
- Hubert Berger (1889–1948), NS-Opfer, kath. Priester, Dechant, Abiturient 1910
- Lorenz Kardinal Jaeger (1892–1975), Erzbischof von Paderborn, Abiturient 1913
- Friedrich („Fritz“) Dinstühler (1896–1945), NS-Opfer, kath. Priester, Pfarrer, Abiturient 1916
- Karl Kießwetter, (1930–2019), Mathematik u. a. Kiesswetter-Funktion, pensionierter Universitäts-Professor Universität Hamburg, Lehrer am EvB[4][5]
- Udo Lattek (1935–2015), Fußballtrainer, Lehrer von 1958 bis 1959, Abiturient 1955
- Manfred Laube (1935–2002), Geophysiker, 25 Jahre lang stellv. Bürgermeister von Wipperfürth, Abiturient 1955
- Reinhold Aschenberg (* 1949), Gymnasiallehrer und Hochschul-Lehrbeauftragter, Abiturient 1968
- Klaus-Peter Flosbach (* 1952), CDU-Politiker, Ex-MdB, Abiturient 1971
- Berthold Wald (* 1952), Philosoph, pensionierter Universitäts-Professor, Abiturient 1971
- Raimund Firsching (* 1953), Arzt (Neurochirurg), Uni-Klinikdirektor, Abiturient 1972
- Willibert Pauels (* 1954), Karnevalist und Diakon, Abiturient 1973
- Volker Kutscher (* 1962), Autor und Journalist, Abiturient 1983
- Bernhard Schaaf (* 1964), Arzt (Internist, Pneumologe, Infektiologe), Klinikdirektor, Abiturient 1984
- Roman Wasserfuhr (* 1985), Jazzpianist, Komponist und Arrangeur
- Julian Wasserfuhr (* 1987), Jazztrompeter, Abiturient 2007
- Volkan Isbert (* 1988), Schauspieler, Abiturient 2008
- Godehard Brysch (* 1948), Mittelstreckenläufer, Lehrer am EvB
- Daniel Kohlhaas (* 1979), Schriftsteller, Lehrer am EvB
- Jonas Klee (* 1983), aka „Quichotte“, Autor, Comedian, Rapper, Abiturient 2003
- Markus Braun (* 1981), Jazzmusiker
- Falko Droßmann (* 1973), SPD-Politiker, MdB